# سوق ستة
سوق الحواتة 

## يتكون من
تتعدد الأنشطة والمعروضات في السوق مثل:
- سوق الاثاثات الخشبية من دواليب وترابيز وأسرة وفترينات لللاوانى المنزلية وبجانبه المنتجات الحديدية.
- سوق الملابس وآخر للاوانى المنزلية بجانب سوق اللحم والخضروات والفاكهة وكذلك توجد للشتول والمزهريات مساحة.
- صالونات على الهواء الطلق للحلاقة حيث يكثر عدد الحلاقين على امتداد السوق في مساحة معينة للحلاقة.
- ساحة للفنون الشعبية حيث تقدم بعض الفرق الشعبية رقصاتها في هذا اليوم كما أن ممارسة رياضة المصارعة ثابتة في هذا اليوم ويؤمها عدد كبير من الناس الذين يأتون من اماكن بعيدة لمشاهدة هذه الرياضة الممتعة.
- بالسوق أيضًا بعض العشابين الذين يبيعون الأعشاب لعلاج بعض الأمراض مثل الحساسية والربو والناسور.[1]